# Vadu Izei, Maramureș
Vadu Izei este satul de reședință al comunei cu același nume din județul Maramureș, Transilvania, România.

## Istoric
Prima atestare documentară: 1383 (Farkasrev). 

## Etimologie
Etimologia numelui localității: Din n. top. Vad (< subst. vad „locul unde apa unui râu e mai mică, malurile sunt joase și se poate trece prin apă cu carul" < lat. vadum) + Iza (vezi supra). 

## Monument istoric
- Casa de lemn Kazar (sec. XVIII).

## Personalități locale
- Gheorghe Covaci Cioată (1926-1999), instrumentist.

## Localități înfrățite
- Belgia: Braine-le-Comte.